# 斯米爾尼夫卡
48°59′20″N 36°25′24″E / 48.98889°N 36.42333°E
斯米爾尼夫卡（烏克蘭語：Смирнівка）是位於烏克蘭東部的村莊，由哈爾科夫州洛佐瓦區的洛佐瓦市鎮負責管轄。該村處於布里泰河畔，面積0.93平方公里，海拔高度112米，2001年人口996。